# Дејан Шаховић
Дејан Шаховић (Београд, 1955) српски је правник, адвокат и дипломата и тренутни амбасадор Србије у Ватикану. Дипломирао је на Правном факултету у Београду. 

## Радна каријера
Каријеру је започео давне 1981. године као референт Одељења за осигурање од политичких ризика Банке за међународну економску сарадњу СФРЈ. На том положају ради до 1986. Током те године је обављао дужност трећег секретара Државног секретаријата за иностране послове СФРЈ. Потом од 1987. до 1991. ради у југословенској амбасади при УН-у, у Њујорку, прво као трећи, а потом и као други секретар. Током 1991. је на положају другог секретара Кабинета државног секретара за иностране послове СФРЈ.  
Од 1992. до 1996. ради као политички саветник у мировним мисијама УН-а у Камбоџи, Јужноафричкој Републици и Таџикистану. Од 1996. до 2000. ради као адвокат у Београду. Током 2000. године је био саветник министра иностраних послова СРЈ Горана Свилановића. Од 2001. до 2004. је на положају сталног представника при Уједињеним нацијама у Њујорку СРЈ, а касније годину дана и СЦГ. Од 2004. до 2006. је стални представник СЦГ у Женеви при СЗО. Током 2006. је био помоћник за мултилатералну сарадњу министра спољних послова Републике Србије Вука Драшковића.  
Током 2007. обавља дужност националног координатора за председавање Комитетом министара Савета Европе Републике Србије. Од 2008. до 2012. је амбасадор Србије у Мађарској. Од 2012. до 2013. је заменик шефа Кабинета председника Генералне скупштине Уједињених нација Вука Јеремића. Од 2013. до 2015. је шеф Радне групе за председавање ОЕБС-у 2015. године Републике Србије. Током 2016. године ради као амбасадор Министарства спољних послова Србије. 
Године 2017. постављен је за амбасадора у Ватикану. Поред Ватикана, он је и нерезиденцијални амбасадор наше земље у Малтешком витешком реду. 
Ожењен је и има два сина. Течно говори енглески језик. 